# 588 a.C.

## Eventos
- 48a olimpíada:
  - Glicão de Crotona, vencedor do estádio.[1]
  - Pitágoras de Samos foi excluído da prova de boxe para meninos e ridicularizado por ser efeminado, mas ele competiu com os homens e venceu todos adversários.[1][Nota 1]
- Fim do reinado de Filipe I da Macedónia que se tinha iniciado em 621 a.C.
- 27 de julho: os caldeus entram em Jerusalém, que sofria de fome após sofrer um cerco desde 590 a.C..[2]
- 27 de agosto: Nebuzaradan incendeia Jerusalém e destroi o templo.[2]
- Setembro: As muralhas de Jerusalém são destruídas, e o povo é levado para o cativeiro na Babilônia.[2]
- Jeremias é libertado, e, podendo ir para a Babilônia e ser tratado com honras, prefere ficar na Judeia com o resto do povo que permaneceu.[2]
- Ismael assassina Gedalias, governador de Judá. Um grupo de judeus, por medo dos caldeus, foge para o Egito, levando Jeremias.[2]

## Mortes
- Os filhos de Zedequias, rei de Judá, mortos diante do pai, cujos olhos são vazados depois disso.[2]
- Serias, sumo sacerdote, Zephaniah e vários outros sacerdotes, executados em Riblá, onde estava Nabucodonosor II.[2]
- Gedalias, governador de Judá colocado pelos caldeus.[2]